# Serie A 2016-2017 (pallacanestro in carrozzina)
La Serie A 2016-17 è la 40ª edizione del massimo campionato italiano di pallacanestro in carrozzina.
Le squadre partecipanti sono 9 e contendono alla Briantea 84 Cantù il titolo.
Alle 9 squadre rimaste in serie A non si aggiungono squadre provenienti dalla serie B 2015-2016.

## Regolamento

### Formula
Le 9 squadre partecipanti disputano un gironi all'italiana, con partite d'andata e ritorno. Al termine della stagione regolare le prime quattro classificate sono ammesse ai play-off scudetto, da giocarsi in partite di andata e ritorno in semifinale e con una finale alla meglio delle tre, mentre le ultime due retrocedeno in Serie B.

## Stagione regolare

### Classifica
|  |    | Classifica stagione regolare 2016-2017 | PT | G  | V  | P  | PF   | PS   | Dif  |
|  | -- | -------------------------------------- | -- | -- | -- | -- | ---- | ---- | ---- |
|  | 1. | GSD Porto Torres                       | 32 | 16 | 16 | 0  | 1198 | 917  | 281  |
|  | 2. | UnipolSai Briantea84 Cantù             | 28 | 16 | 14 | 2  | 1238 | 753  | 485  |
|  | 3. | Santo Stefano Sport Banca Marche       | 24 | 16 | 12 | 4  | 1028 | 840  | 188  |
|  | 4. | DECO Group Amicacci Giulianova         | 20 | 16 | 10 | 6  | 1051 | 907  | 144  |
|  | 5. | SSD Santa Lucia Roma                   | 14 | 16 | 7  | 9  | 900  | 971  | -71  |
|  | 6. | Cimberio HS Varese                     | 10 | 16 | 5  | 11 | 884  | 1065 | -181 |
|  | 7. | Padova Millennium Basket               | 8  | 16 | 4  | 12 | 885  | 1131 | -246 |
|  | 8. | Special Bergamo Sport Montello         | 6  | 16 | 3  | 13 | 739  | 1100 | -361 |
|  | 9. | Dinamo Lab Banco di Sardegna           | 2  | 16 | 1  | 15 | 792  | 1031 | -239 |

### Calendario
| Prima giornata |                        |          |  |
| 22-10-16       |                        | 07-01-17 |  |
| 63-61 (d.t.s.) | Varese - Roma          | 48-73    |  |
| 77-41          | Porto Torres - Bergamo | 68-64    |  |
| 47-76          | Padova - Gilianova     | 40-79    |  |
| 64-34          | Cantù - Sassari        | 83-42    |  |
|                | S.Stefano Riposa       |          |  |

| Quarta giornata |                           |          |  |
| 12-11-16        |                           | 28-01-17 |  |
| 52-70           | S. Stefano - Porto Torres | 61-67    |  |
| 46-77           | Roma - Cantù              | 47-65    |  |
| 51-62           | Sassari - Varese          | 57-60    |  |
| 47-74           | Bergamo - Giulianova      | 46-84    |  |
|                 | Padova Riposa             |          |  |

| Settima giornata |                        |          |
| 26-11-16         |                        | 25-02-17 |
| 64-49            | Roma - Sassari         | 54-53    |
| 55-61            | Giulianova - S.Stefano | 63-68    |
| 65-95            | Padova - Porto Torres  | 55-77    |
| 41-91            | Varese - Cantù         | 49-79    |
|                  | Bergamo Riposa         |          |

| Seconda giornata |                        |          |
| 29-10-16         |                        | 15-01-17 |
| 49-70            | Roma - S.Stefano       | 39-71    |
| 71-54            | Giulianova - Varese    | 57-52    |
| 53-65            | Sassari - Porto Torres | 51-63    |
| 55-68            | Bergamo - Padova       | 57-52    |
|                  | Cantù Riposa           |          |

| Quinta giornata |                      |          |
| 19-11-16        |                      | 11-02-17 |
| 79-50           | Giulianova - Sassari | 72-46    |
| 50-72           | Bergamo - Roma       | 51-63    |
| 49-75           | Padova - S.Stefano   | 50-68    |
| 91-85 (d.t.s.)  | Porto Torres - Cantù | 65-60    |
|                 | Varese Riposa        |          |

| Ottava giornata |                       |          |
| 10-12-16        |                       | 18-03-17 |
| 46-89           | Varese - Porto Torres | 52-76    |
| 71-42           | S.Stefano - Bergamo   | 72-25    |
| 62-72           | Padova - Roma         | 54-64    |
| 73-48           | Cantù - Giulianova    | 68-46    |
|                 | Sassari Riposa        |          |

| Terza giornata |                     |          |
| 05-11-16       |                     | 21-01-17 |
| 49-51          | Varese - Bergamo    | 73-44    |
| 63-48          | Giulianova - Roma   | 60-53    |
| 59-49          | Padova - Sassari    | 71-55    |
| 80-40          | Cantù - S.Stefano   | 66-48    |
|                | Porto Torres Riposa |          |

| Sesta giornata |                     |          |
| 03-12-16       |                     | 18-02-17 |
| 56-69          | Roma - Porto Torres | 52-72    |
| 69-51          | Sassari - Bergamo   | 45-48    |
| 69-48          | S.Stefano - Varese  | 66-49    |
| 88-44          | Cantù - Padova      | 83-39    |
|                | Giulianova Riposa   |          |

| Nona giornata |                           |          |
| 17-12-16      |                           | 25-03-17 |
| 60-66         | Giulianova - Porto Torres | 64-88    |
| 41-85         | Bergamo - Cantù           | 32-91    |
| 44-60         | Sassari - S.Stefano       | 44-76    |
| 67-62         | Padova - Varese           | 63-76    |
|               | Roma Riposa               |          |

## Play-off

### Tabellone
|  | Semifinali | Semifinali          | Semifinali          | Semifinali | Semifinali |  |  | Finale | Finale            | Finale            | Finale | Finale |  |
|  |            |                     |                     |            |            |  |  |        |                   |                   |        |        |  |
|  | 1          | GSD Porto Torres    | GSD Porto Torres    | 81         | 81         |  |  |        |                   |                   |        |        |  |
|  | 4          | Amicacci Giulianova | Amicacci Giulianova | 63         | 79         |  |  | 1      | GSD Porto Torres  | GSD Porto Torres  | 61     | 53     |  |
|  | 2          | Briantea 84 Cantù   | Briantea 84 Cantù   | 48         | 76         |  |  | 2      | Briantea 84 Cantù | Briantea 84 Cantù | 64     | 80     |  |
|  | 3          | Santo Stefano       | Santo Stefano       | 51         | 61         |  |  |        |                   |                   |        |        |  |

### Semifinali
Ogni serie è al meglio delle 2 partite. L'ordine delle partite è: gara-1 in casa della peggior classificata, gara-2 in casa della meglio classificata. In caso di parità sarà decisiva la differenza canestri.

#### Porto Torres - Giulianova
| Arbitri: | Del Gaudio Ermini Lastella |

|                        |          |          |
| De Maggi 23            | Punti    | 35 Scott |
| De Maggi, Marchionni 5 | Assist   | 9 Pratt  |
| De Maggi 8             | Rimbalzi | 9 Pratt  |

| Arbitri: | Graziani Costante Palazzo |

|          |          |              |
| Bates 27 | Punti    | 30 De Maggi  |
| Scott 11 | Assist   | 5 Marchionni |
| Pratt 7  | Rimbalzi | 7 De Maggi   |

#### Cantù - Santo Stefano
| Arbitri: | Di Paolo Palazzo Borsani |

|             |          |                    |
| Mehiaoui 17 | Punti    | 8 Berdun, Raourahi |
| Mehiaoui 10 | Assist   | 6 Bell             |
| Ghione 13   | Rimbalzi | 10 Bell, Sagar     |

| Arbitri: | Penzo Ermini Rambelli |

|         |          |            |
| Bell 21 | Punti    | 18 Bedzeti |
| Bell 10 | Assist   | 9 Mehiaoui |
| Bell 13 | Rimbalzi | 15 Ghione  |

### Finale
La serie è al meglio delle 3 partite. L'ordine delle partite è: gara-1 ed eventuale gara-3 in casa della miglior classificata.

#### Porto Torres - Cantù
| Arbitri: | Roja Di Paolo Zamponi |

|          |          |           |
| Bates 24 | Punti    | 20 Berdun |
| Pratt 13 | Assist   | 8 Bell    |
| Scott 11 | Rimbalzi | 7 Sagar   |

| Arbitri: | Penzo Graziani Ermini |

|                |          |          |
| Bell, Sagar 20 | Punti    | 17 Bates |
| Bell 7         | Assist   | 3 Pratt  |
| Bell 13        | Rimbalzi | 10 Bates |

## Verdetti
- Campione d'Italia:  UnipolSai Briantea84 Cantù
- Retrocessioni in B: Special Bergamo Sport Montello (poi ripescato), Dinamo Lab Banco di Sardegna
- All'inizio della stagione 2017-2018 la società Padova Millennium Basket non si è iscritta al nuovo campionato, così viene ripescato il Special Bergamo Sport Montello.